# Länsrätten i Blekinge län
Länsrätten i Blekinge län var en svensk länsrätt, vars domkrets omfattade Blekinge län, inrättad 1979 och avskaffad 2010 då länsrätten ersattes av den nya Förvaltningsrätten i Växjö. Kansliort var Karlskrona. Länsrätten i Blekinge län låg under Kammarrätten i Jönköping.

## Domkrets
Länsrätten i Blekinge läns domkrets omfattade Karlshamns, Karlskrona, Olofströms, Ronneby och Sölvesborgs kommuner. Beslut av kommunala myndigheter i dessa kommuner överklagades därför som regel till Länsrätten i Blekinge län. Mål om offentlighet och sekretess överklagades dock direkt till Kammarrätten i Jönköping.
Från den 15 februari 2010 tillhör domkretsen Förvaltningsrätten i Växjö.

## Centrala statliga myndigheter vars beslut överklagades till Länsrätten i Blekinge län
Kustbevakningen har sitt säte i Karlskrona, mål som överklagades därifrån till länsrätt överklagades därför till Länsrätten i Blekinge län.